# Kanton Château-Chinon (Ville)
Der Kanton Château-Chinon (Ville) war bis 2015 ein französischer Wahlkreis im Arrondissement Château-Chinon (Ville), im Département Nièvre und in der Region Burgund; sein Hauptort war Château-Chinon (Ville).
Der Kanton Château-Chinon (Ville) war 376,83 km² groß und hatte 6221 Einwohner (Stand 2006), was einer Bevölkerungsdichte von 17 Einwohnern pro km² entsprach.

## Gemeinden
Der Kanton bestand aus 15 Gemeinden:
| Gemeinde                  | Einwohner 1. Januar 2022 | Fläche km² | Dichte Einw./km² | Code INSEE | Postleitzahl |
| ------------------------- | ------------------------ | ---------- | ---------------- | ---------- | ------------ |
| Arleuf                    | 641                      | 59,77      | 11               | 58010      | 58430        |
| Blismes                   | 187                      | 26,89      | 7                | 58034      | 58120        |
| Château-Chinon (Ville)    | 1.857                    | 4,28       | 434              | 58062      | 58120        |
| Château-Chinon (Campagne) | 555                      | 28,39      | 20               | 58063      | 58120        |
| Châtin                    | 83                       | 12,99      | 6                | 58066      | 58120        |
| Corancy                   | 281                      | 30,15      | 9                | 58082      | 58120        |
| Dommartin                 | 156                      | 13,46      | 12               | 58099      | 58120        |
| Fâchin                    | 105                      | 13,88      | 8                | 58111      | 58430        |
| Glux-en-Glenne            | 87                       | 22,06      | 4                | 58128      | 58370        |
| Lavault-de-Frétoy         | 69                       | 15,27      | 5                | 58141      | 58230        |
| Montigny-en-Morvan        | 297                      | 20,09      | 15               | 58177      | 58120        |
| Montreuillon              | 248                      | 35,55      | 7                | 58179      | 58800        |
| Saint-Hilaire-en-Morvan   | 219                      | 21,3       | 10               | 58244      | 58120        |
| Saint-Léger-de-Fougeret   | 348                      | 32,19      | 11               | 58249      | 58120        |
| Saint-Péreuse             | 202                      | 16,45      | 12               | 58262      | 58110        |